# Natalya Saifutdinova
Natalya Saifutdinova Stefanskaya, née le 11 février 1989 à Petropavl, est une coureuse cycliste kazakhe, membre de l'équipe Astana.

## Palmarès

### Par année
- 2007
  - 3e du championnat du Kazakhstan sur route
- 2009
  -  Champion du Kazakhstan sur route
  -  Médaillée de bronze du championnat d'Asie sur route
  - 3e du championnat du Kazakhstan du contre-la-montre
- 2010
  -  Champion du Kazakhstan du contre-la-montre
  -  Médaillée d'argent du championnat d'Asie sur route
- 2015
  -  Champion du Kazakhstan sur route
  - 2e du championnat du Kazakhstan du contre-la-montre
- 2016
  -  Champion du Kazakhstan sur route
  - 2e du championnat du Kazakhstan du contre-la-montre
- 2018
  -  Champion du Kazakhstan sur route
  -  Champion du Kazakhstan du contre-la-montre
- 2019
  -  Médaillée d'argent du championnat d'Asie du contre-la-montre par équipes
  - 2e du championnat du Kazakhstan du contre-la-montre

### Classements mondiaux
| Année                                 | 2009 | 2010 | 2011 | 2012 | 2013 | 2014 | 2015 | 2016 | 2017 | 2018 | 2019 | 2020 | 2021 |
| ------------------------------------- | ---- | ---- | ---- | ---- | ---- | ---- | ---- | ---- | ---- | ---- | ---- | ---- | ---- |
| Classement UCI                        | 114e | 82e  | nc   | nc   | nc   | nc   | 280e | 227e | 160e | 213e | 468e | 587e | 867e |
| UCI World Tour                        |      |      |      |      |      |      |      | nc   | 158e | nc   | nc   | nc   | nc   |
|                                       |      |      |      |      |      |      |      |      |      |      |      |      |      |
| Légende : nc = non classéSource : UCI |      |      |      |      |      |      |      |      |      |      |      |      |      |